# Alfred Velghe
Pour les articles homonymes, voir Velghe.
Alfred Velghe, également connu sous le pseudonyme Alfred Levegh, né le 16 juin 1870 à Courtrai et mort le 29 février 1904 à Pau, est un pilote automobile franco-belge, oncle du pilote Pierre Levegh.

## Biographie

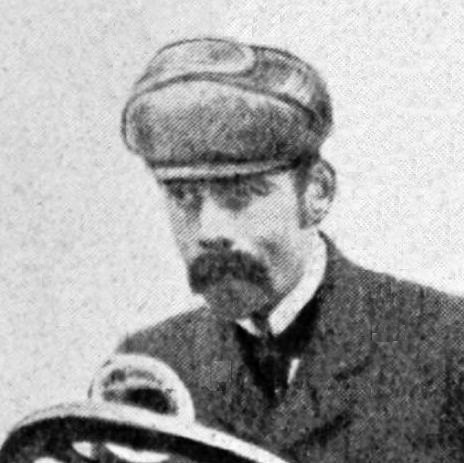
Alfred Levegh (1904).

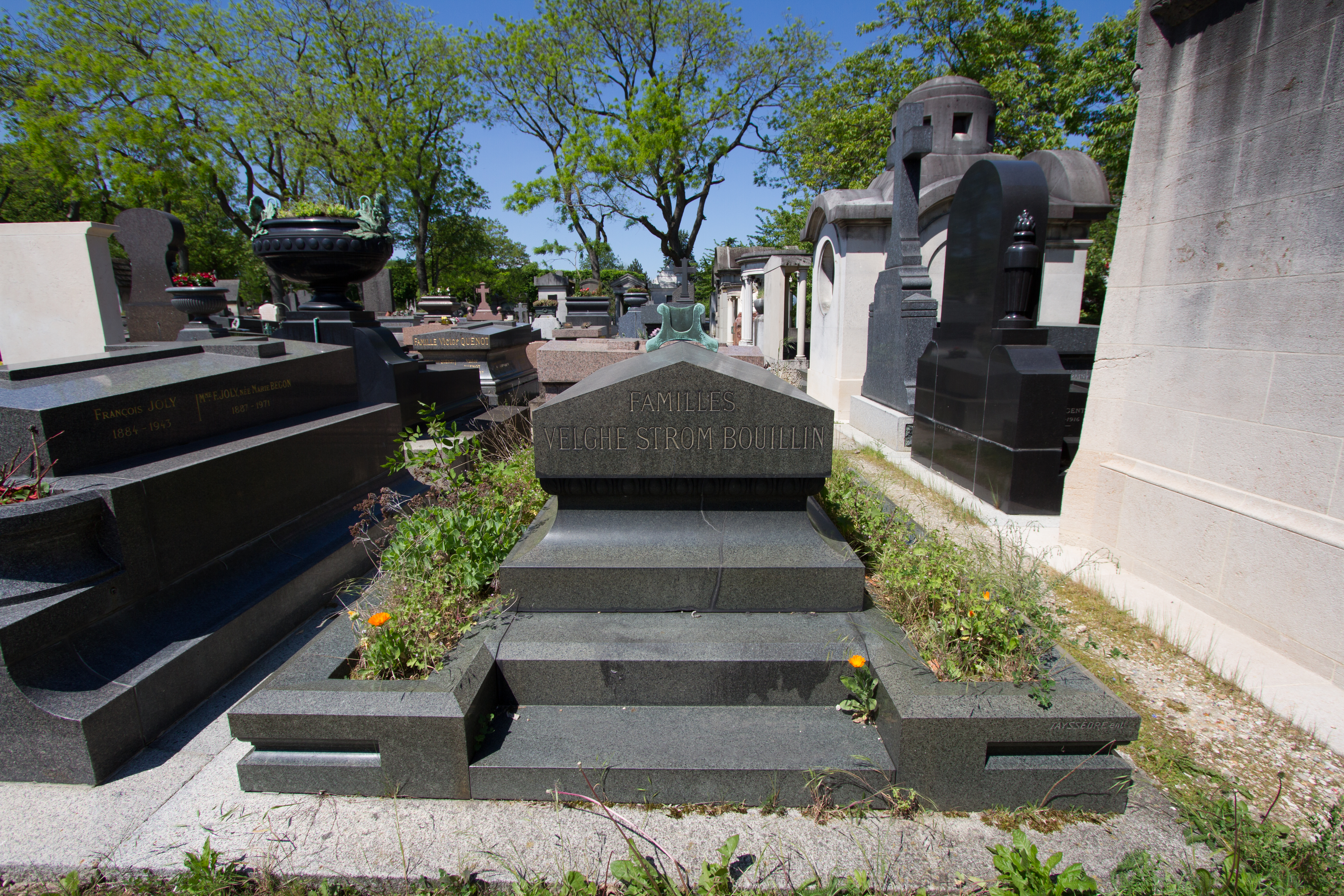
Tombe au cimetière du Père-Lachaise.

### Famille
Originaire de Courtrai, en Belgique, Alfred Velghe est le fils de Pierre Corneille Velghe, antiquaire établi à Paris, et le neveu de trois artistes peintres : Jean Constant Velghe, Auguste Velghe et Aimé Velghe.
Alfred Velghe se destine initialement à la peinture et devient l'élève de Henri Laurent-Desrousseaux. Il expose des scènes de genre à trois reprises au Salon de Paris : en 1886, 1888 et 1890.

### Carrière automobile
Sous le nom de Levegh, il s'impose sur une Mors le 20 octobre 1898 dans la course automobile de Saint-Germain-en-Laye-Vernon—Saint-Germain-en-Laye et le 1er octobre 1899 dans celle de Bordeaux—Biarritz (232 km).
Également deuxième de Paris—Saint-Malo, de Paris—Boulogne et vainqueur de Paris—Ostende en 1899 (le 1er septembre, ex æquo avec Léonce Girardot), il remporte l'année suivante la course de côte Nice - La Turbie sur Mors 28 hp (le 30 mars, terminant au passage cinquième de Nice—Marseille le 26 du mois), deux jours avant la course de côte de l'Estérel (Cannes, un 1er avril) et dans la foulée le mille de Nice sur la promenade des Anglais, puis le Bordeaux-Périgueux-Bordeaux (3 et 4 juin).
Il remporte aussi un mois plus tard la course automobile dite « de voitures de course » Paris-Toulouse-Paris organisée entre le 25 et le 28 juillet 1900 sur 1 947 kilomètres dans le cadre de l'Exposition universelle de Paris en 1900 (gagnant l'étape Montgeron-Toulouse), en 20 h 50 min 9 s (et le prix de 8 000 FRF allant avec).
Il participe à la coupe automobile Gordon Bennett en 1900 et en 1901.
Sur longue distance, il termine encore neuvième en 1898 de Paris-Amsterdam-Paris (1 431 km) sur Mors et huitième du premier Tour de France automobile organisé durant neuf jours en juillet 1899 (2 172,5 km, remportant l'étape Nantes—Cabourg) devant Camille Jenatzy, tous les deux pilotant encore des voitures Mors.
Il meurt à Pau des suites de la tuberculose. Ses obsèques se sont déroulées à l'église de la Sainte-Trinité de Paris avant d'être enterré au cimetière du Père-Lachaise (93e division).